# Lech (1904)

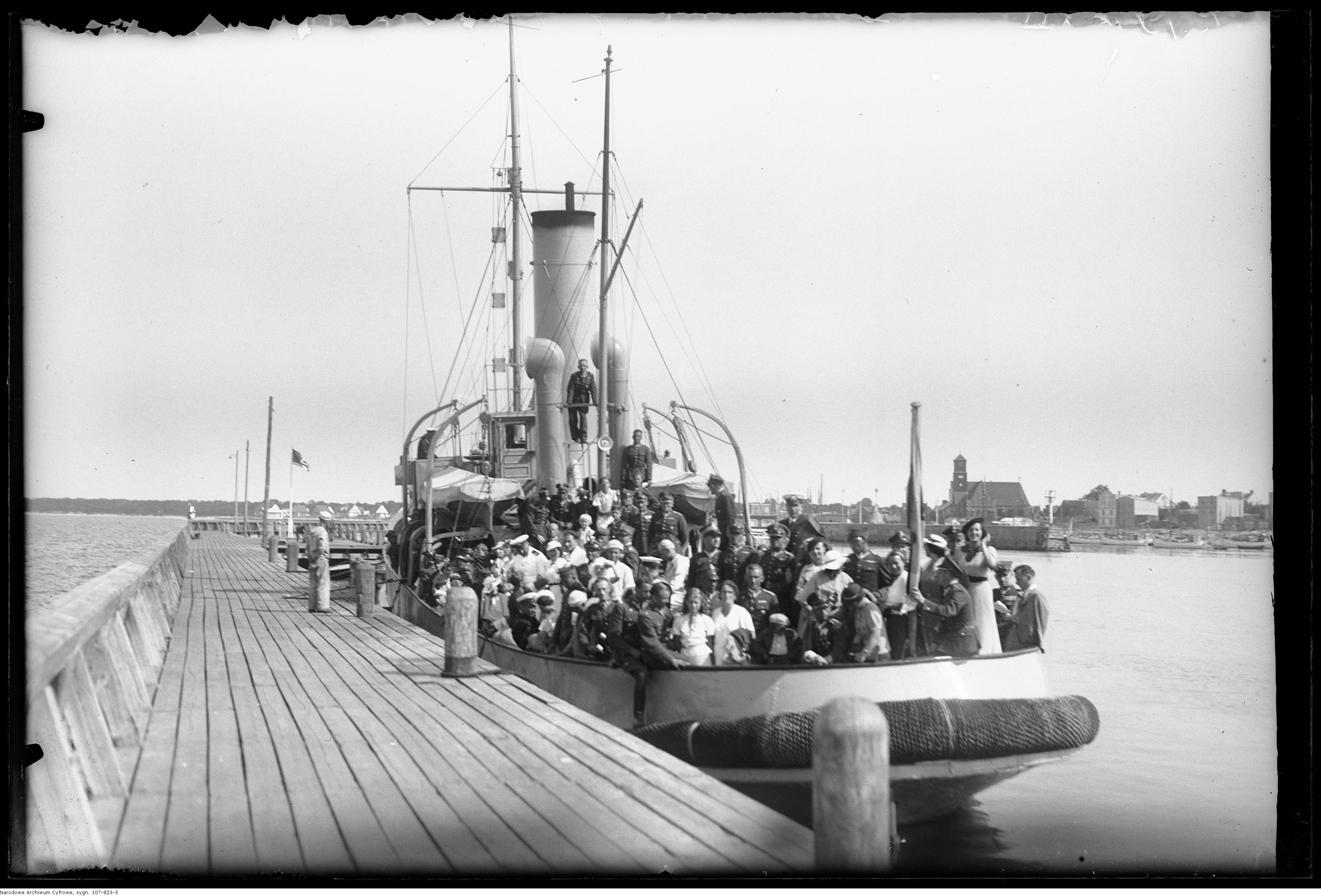
„Lech” w porcie w Helu, lipiec 1937

Lech – holownik o napędzie parowym, służący w polskiej Marynarce Wojennej w okresie międzywojennym, a następnie po II wojnie światowej do lat 80. jako H-6. Zbudowany w 1904 roku, pierwotnie służył u niemieckich armatorów pod nazwami Hercules i Brussa, a następnie u polskiego armatora Żegluga Wisła-Bałtyk pod nazwą Krakus. W 1930 roku wszedł do służby w Marynarce Wojennej; zatopiony podczas kampanii wrześniowej w 1939 roku. Po wojnie krótko służył w 1946 roku, po czym powrócił do służby po remoncie w 1957 roku jako H-6; wycofany w 1983 roku jako ostatni holownik parowy Marynarki Wojennej.

## Budowa i opis
Holownik zbudowany został w 1904 roku w stoczni F. Schichaua w Elblągu, pod nazwą „Hercules”. Napęd stanowiła trzycylindrowa maszyna parowa potrójnego rozprężania o mocy 450 KM napędzająca 1 śrubę. Po wojnie (jako H-6) moc maszyny podawana była na 500 KM. Prędkość wynosiła 12 węzłów.
Pojemność rejestrowa brutto wynosiła 159 BRT (według innych danych 149 BRT), natomiast wyporność określana była na 280 t. Istnieją jednak niewielkie rozbieżności w źródłach co do wymiarów jednostki. W nowszych publikacjach podawana jest długość 30,8 m, szerokość 6,53 m i zanurzenie 3,57 m, względnie długość 30 m i szerokość 6,5 m. W starszych źródłach natomiast podawano długość całkowitą 32 m (30 m między pionami), szerokość 7 m i zanurzenie 3,8 m.

## Służba

### W służbie cywilnej
Pierwotnie przed I wojną światową „Hercules” służył w stoczni Schichaua w Gdańsku. Według niektórych publikacji, między 1914 a 1916 rokiem służył w Marynarce Cesarskiej (Kaiserliche Marine), a następnie powrócił do pracy w stoczni. Od 1920 roku pod nazwą „Brussa” należał do Deutsche Levante Linie w Hamburgu (według innych źródeł, od 1921 do HAPAG w Hamburgu). Od 1922 (lub 1923 roku) należał do Bugsier-, Reederei- und Bergungs AG w Hamburgu.
W listopadzie 1926 roku holownik został zakupiony przez nowo powstałe polskie Towarzystwo Żegluga Wisła-Bałtyk w Tczewie i używany był następnie pod nazwą „Krakus” do 1928 roku do holowania lichtug wywożących węgiel z Tczewa do zagranicznych portów nadbałtyckich.

### Służba w Marynarce Wojennej do 1939 roku
W grudniu 1928 holownik został zakupiony od upadającego armatora przez polską Marynarkę Wojenną. Po modernizacji rozpoczął służbę w 1930 roku, w składzie Dywizjonu Szkolnego, pod nazwą „Lech”. Był wówczas największym i najsilniejszym z holowników Marynarki Wojennej. Był używany do manewrów cumowniczych dużych okrętów w porcie wojennym w Oksywiu i do holowania w Zatoce Gdańskiej tarcz artyleryjskich, przydzielony do szkolnego okrętu artyleryjskiego „Mazur”. Obsługiwał ponadto poligon torpedowy i przewoził żołnierzy na Westerplatte. Z racji posiadania wzmocnień przeciwlodowych, zimą pełnił także zadania łamania lodu.
W chwili wybuchu II wojny światowej jako jedyny z holowników był przekazany do dyspozycji Lądowej Obrony Wybrzeża płk. Stanisława Dąbka. Dowódcą holownika był wówczas st. bosman Stanisław Woiński. 1 września 1939 roku podczas niemieckiego bombardowania portu na Oksywiu, „Lech” wyszedł z portu z kilkoma jednostkami i został skierowany do Jastarni. Między innymi służył tam do obsługi kryp minowych zakotwiczonych w Jamie Kuźnickiej (warto zaznaczyć, że trzy krypy minowe KM 1, KM 2, KM 3 były dawnymi lichtugami Towarzystwa Żegluga Wisła-Bałtyk). W porcie w Jastarni „Lech” został 14 września 1939 roku zatopiony przez niemieckie bombowce nurkujące Junkers Ju 87 z 4./Trägergruppe 186 (w nalocie tym zatopiono także OORP „Pomorzanin”, „Czapla” i „Jaskółka”).
Dalsze losy holownika podczas wojny nie zostały ustalone i w starszych publikacjach wskazywano, że jego los jest nieznany. Prawdopodobnie został wydobyty przez Niemców, lecz brak jest informacji o jego ewentualnym wykorzystaniu. Według niepotwierdzonych informacji, przestał wojnę wyciągnięty na ląd na Oksywiu.

### Służba powojenna
Według nowszych ustaleń, 1 stycznia 1946 roku wyremontowany holownik „Lech” został ponownie wcielony do polskiej Marynarki Wojennej, zachowując swoją nazwę. Już w lipcu tego roku jednakże zatonął on podczas sztormu w basenie nr 1 (Prezydenckim) portu w Gdyni, po czym 28 sierpnia 1946 roku został skreślony z listy floty.
Według relacji, został następnie wydobyty, wystawiony na ląd i poddany długotrwałemu remontowi połączonemu z przebudową, po czym ponownie podniósł banderę 26 stycznia 1957 roku, otrzymując zamiast nazwy oznaczenie BG-6 (skrót od baza główna, po wycofanym holowniku „Pionier”). W lipcu tego roku oznaczenie zmieniono mu według nowych zasad na H-6. Przed 1978 rokiem przebudowano mu pomost. Wycofany został ze służby 1 kwietnia 1983 roku, jako ostatni holownik parowy Marynarki Wojennej.